# Parupeneus margaritatus
Parupeneus margaritatus Randall & Guézé, 1984 è un pesce di mare appartenente alla famiglia Mullidae proveniente dall'est dell'oceano Indiano.

## Distribuzione e habitat
Proviene dalle barriere coralline del golfo di Oman e del golfo Persico. Nuota in zone con fondali sabbiosi fino a 55 m di profondità.

## Descrizione
Presenta un corpo allungato, leggermente compresso sull'addome, con una colorazione abbastanza pallida. che varia dal rosa-arancione al grigio-rosato, più intensa attorno agli occhi. La lunghezza massima registrata è di 23 cm.

## Biologia
Sconosciuta.